# Yngvar Nielsen

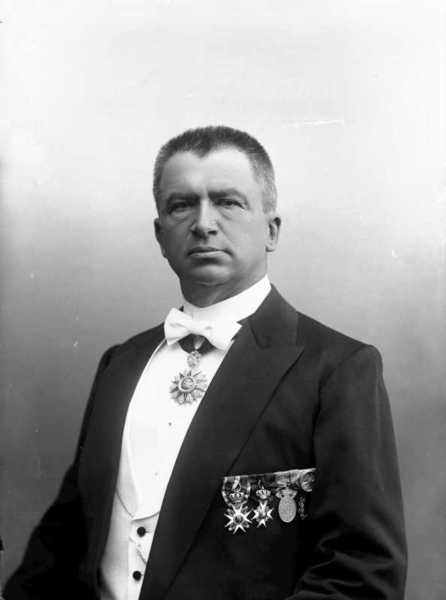
Yngvar Nielsen.

Yngvar Nielsen, född den 29 juli 1843 i Arendal, död den 2 mars 1916 i Kristiania, var en norsk historiker, geograf och etnograf. Han var son till Carsten Tank Nielsen, bror till Alf Nielsen samt far till Gunnar och Roar Tank. 
Nielsen blev filologie kandidat 1865 och var 1869–1878 assistent i Riksarkivet. Han blev 1878 universitetsstipendiat i historia och geografi samt föreståndare för Kristiania universitets etnografiska museum, vars utveckling 1857–1907 han skildrade i en bok. Han disputerade 1880, var vägledare för prinsarna Oskar och Eugen under deras studier vid Kristiania universitet 1883–1884 och blev 1890 professor i geografi och etnografi. Han hade stor kännedom om Norge som turistland och skrev Reisehaandbog over Norge 1879, samt också Reisebreve og folkelivsstudier (1880), Træk af den norske bondestands kulturudvikling i de sidste 300 aar (1881), Rundt Norge (1882; "Genom Norge. Från Tistedalen till Jakobselfven", samma år) samt reseskildringen Det halve kongerige. Over Nordland og Finmarken til Boris Gleb (1911). Från 1879 var Nielsen medlem av Den norske turistforenings styrelse och ordförande 1890-1908. År 1889 var han medgrundare till Det norske geografiske selskab. Från 1903 var han ordförande i Kommissionen til utgivelse af kildeskrifter til Norges historie. I Nordisk familjebok författade Nielsen ett stort antal artiklar rörande norsk topografi, historia och biografi.  Han var ledamot av bland annat Vetenskaps- och vitterhetssamhället i Göteborg (1903) och Vetenskapssocieteten i Uppsala (1904). 
Nielsen skrev många böcker om Norges historia och också om Sveriges, särskilt den under 1800-talet. Många av hans skrifter behandlar den svensk-norska unionens historia: Breve fra grev Hans Henrik von Essen til kronprins Carl Johan (1867), Bidrag til Norges og Sveriges historie 1812–16 (1869), Grev Sandels’ statholderskab 1818–27 (1873), Grev von Platens statholderskab 1827–29 (1875), Aktmæssige bidrag til Sveriges politiske historie 1812–13 (1876), Aktmæssige bidrag til de nordiske rigers politiske historie i 1813 og 1814 (1877), Det norske og svenske kongehus fra 1818 (1883), Bidrag til Norges historie i 1814 (I–II, 1882–1886), Det første overordentlige Storting (samma år), Stormagternes forhold til Norge og Sverige 1815–19 (1886), Kielerfreden (samma år), Norges historie efter 1814 (behandlar tiden fram till 1837), I–III (1882–1892), Fra Kiel til Moss (1894), Der Vertrag von Moss vom 14 august 1814 und die schwedisch-norwegische Union (1895), de viktiga, ur utländska arkiv hämtade samlingarna Aktstykker vedkommende konventionen i Moss (1894) och Aktstykker vedkommende stormagternes mission til Kjøbenhavn og Christiania 1814, I–II (1895–1897), supplerad med Diplomatiske aktstykker fra 1814 (i "Historiske samlinger", III, 1909) samt Bodøsagen. Fremstillet paa grundlag af officielle og private brevskaber (1897). Till denna grupp hör också hans huvudverk Lensgreve Johan Caspar Herman Wedel Jarlsberg (universitetsprogram 1901–1902) och den mycket spridda folkboken Norge i 1814 (1904). 
Tidigt behandlade Nielsen även andra skeden i Norges historia för att hämta stoff till innehållsdigra monografier. Bland dessa kan nämnas Jens Bjelke til Østråt, Norges riges kansler (1871–1872), Gustav III:s norske politik (1877), Bergen fra de ældste tider indtil nutiden (samma år), Det norske rigsraad (gradualavhandling, 1880), hans med lärd apparat försedda edition av Biskop Jens Nilssøns visitatsbøger og reiseoptegnelser 1574–1597 (1880–1885), en översikt av Norges historia ur naturvetenskaplig-sociologisk synpunkt i Af Norges historie (Stockholm, 1904) och en sammanfattning av hemlandets historia under perioden 1537–1660 i "Norges historie fremstillet for det norske folk", IV (1909–1911). I jubileumsskriften "Det kongelige Frederiks universitet 1811–1911" (1911) författade Nielsen den allmänna inledningen till universitetets historia. I Nielsens liv spelade även politiken en framstående roll. Han var en lång följd av år en av norska högerns mest använde folktalare och en av partiets flitigaste pennor i dagspressen (till 1905 särskilt i "Aftenposten"). Med starka band fäst vid svensk-norska kungahuset, var han i det längsta en varm vän av unionen. Krisen 1905 framkallade hos honom ett genombrott i liberal-nationell riktning, och han gjorde vad han kunde för att slita förbindelserna mellan de förenade folken och för att framställa unionsbrottet i en för norska folket så gynnsam dager som möjligt. Fängslande bidrag till sin personliga utvecklingshistoria lämnade han i memoarverken Den gamle gaard (1903), Erindringer fra et halvt aarhundredes vandreliv (1909), En christianiensers erindringer fra 1850- og 60-aarene (1910) och särskilt det personhistoriskt rikhaltiga verket Under Oscar II:s regjering. Oplevelser og optegnelser 1872–1884 (1912). Hans sista memoarverk var Fra Johan Sverdrups dage. Oplevelser og optegnelser 1884–1889 (1913) och Da unionen skulde briste. Oplevelser og optegnelser 1890–1895 (1915).